# Laterculus Veronensis
Laterculus Veronensis ou liste de Vérone, définit la liste exacte des provinces et des diocèses de l'Empire romain sous Dioclétien.
Il est complété par trois catalogues, à savoir : celui de tribus « barbares » sous le pouvoir de l'empereur « Gentes barbarae quae pullulaverunt sub imperatoribus ») ; celui de tribus en Maurétanie (« Item gentes quae in Mauretania sunt ») ; et celui de civitates (« citées (?) ») situées sur la rive gauche du Rhin (« Nomina civitatum trans Rhenum fluvium quae sunt »).
Il nous a été transmis par un unique manuscrit, copié au début du VIIe siècle et conservé à la bibliothèque capitulaire de Vérone,.

## Description
Datée par Theodor Mommsen de 297 (entre 314 et 324 selon d'autres auteurs plus récents, notamment Timothy Barnes), la liste atteste du remaniement de la carte administrative de l’empire romain. Les anciennes provinces sont morcelées. Rome cesse d’être le centre de l’empire, qui est divisé en quatre préfectures, douze diocèses et cent une provinces. L’Italie est divisée en huit circonscriptions territoriales confiées à un correcteur sous forme permanente. Les administrations civiles et militaires sont séparées.
- Oriens (18 [actualisé à 17] provinces)
  - [1] Libya Superior; [2] Libya Inferior; [3] Thebais; [4] Aegyptus Iovia; [5] Aegyptus Herculia; [6] Arabia (Nova); [7] Arabia; [8] Augusta Libanensis; [9] Palaestina; [10] (Syria) Phoenice; [11] Syria Coele; [12] Augusta Euphratensis; [13] Cilicia; [14] Isauria; [15] Cyprus; [16] Mesopotamia; [17] Osroena
- Pontica (7 provinces)
  - [18] Bithynia; [19] Cappadocia; [20] Galatia; [21] Paphlagonia; [22] Diospontus; [23] Pontus Polemoniacus [24] Armenia Minor
- Asiana (9 provinces)
  - [25] (Lycia et) Pamphylia; [26] Phrygia Prima; [27] Phrygia Secunda; [28] Asia; [29] Lydia; [30] Caria; [31] Insulae; [32] Pisidia; [33] Hellespontus
- Thracia (6 provinces)
  - [34] Europa; [35] Rhodope; [36] Thracia; [37] Haemimontus; [38] Scythia; [39] Moesia Inferior
- Moesiae (11 provinces)
  - [40] Dacia [Mediterranea]; [41] [Dacia Ripensis]; [42] Moesia Superior/Margensis; [43] Dardania; [44] Macedonia; [45] Thessalia; [46] [Achaea]; [47] Praevalitana; [48] Epirus Nova; [49] Epirus Vetus [50] Creta
- Pannoniae (7 provinces)
  - [51] Pannonia Inferior; [52] (Pannonia) Savensis; [53] Dalmatia; [54] Valeria; [55] Pannonia Superior; [56] Noricum Ripense; [57] Noricum Mediterraneum
- Britanniae (6 [actualisé à 4] provinces)
  - [58] Britannia Prima; [59] Britannia Secunda; [60] Maxima Caesariensis; [61] Flavia Caesariensis
- Galliae (8 provinces)
  - [62] Belgica Prima; [63] Belgica Secunda; [64] Germania Prima; [65] Germania Secunda; [66] Sequania; [67] Lugdunensis Prima; [68] Lugdunensis Secunda; [69] Alpes Graiae et Poeninae
- Viennensis (7 provinces)
  - [70] Viennensis; [71] Narbonensis Prima; [72] Narbonensis Secunda; [73] Novem Populi; [74] Aquitanica Prima; [75] Aquitanica Secunda; [76] Alpes Maritimae
- Italia (16 [actualisé à 12] provinces)
  - [77] Venetia et Histria; [78] [Aemilia et Liguria]; [79] Flaminia et Picenum; [80] Tuscia et Umbria; [81] [Campania]; [82] Apulia et Calabria; [83] Lucania [et Brittii]; [84] [Sicilia]; [85] [Sardinia]; [86] Corsica; [87] Alpes Cottiae; [88] Raetia
- Hispaniae (6 provinces)
  - [89] Baetica; [90] Lusitania; [91] Carthaginiensis; [92] Gallaecia; [93] Tarraconensis; [94] Mauretania Tingitana
- Africa (7 provinces)
  - [95] Africa; [96] Byzacena; [97] [Tripolitania]; [98] Numidia Cirtensis; [99] Numidia Militiana; [100] Mauretania Caesariensis; [101] Mauretania [Sitifensis]/Tubusuctitana

## Datation
Le Laterculus Veronensis a été rédigé dans le premier quart du IVe siècle à une date qui reste discutée : 308-315 pour John B. Bury (1861-1927) en 1923, ; 312-314 pour Arnold H. M. Jones (1904-1970) en 1954, ; respectivement 303-314, dans le cas des provinces occidentales, et 314-324, dans celui des provinces orientales, pour Timothy D. Barnes en 1982.